# École médicale du Sud-Ouest de l'université du Texas
L'École médicale du Sud-Ouest de l'université du Texas (University of Texas Southwestern Medical School) est un établissement fondé en 1943 à Dallas. Elle occupe le même campus que la Faculté de médecine du Sud-Ouest, l'École diplômante du sud-ouest de sciences biomédicales, l'École du Sud-Ouest des professions de santé, cinq hôpitaux affiliés (le Parkland Memorial Hospital, le Children's Medical Center, l'University Medical Centre Brackenridge, le Zale Lipshy University Hospital, et le St. Paul University Hospital), ainsi que le centre de soins ambulatoires Aston.
En 2008, l'École médicale du Sud-Ouest de l'université du Texas a reçu 1 994 480 $ de la Fondation Donald W. Reynolds : l'université et ses hôpitaux affiliés mettront en œuvre un programme novateur d’éducation en gériatrie axé sur les soins et la sécurité des patients, dénommé programme SAGE.